# Rakova Bara
Rakova Bara (em cirílico:Ракова Бара) é uma vila da Sérvia localizada no município de Kučevo, pertencente ao distrito de Braničevo, na região de Zvižd. A sua população era de 464 habitantes segundo o censo de 2002.

## Demografia
| 1948  | 1953  | 1961  | 1971  | 1981 | 1991 | 2002 |
| ----- | ----- | ----- | ----- | ---- | ---- | ---- |
| 1 187 | 1 188 | 1 123 | 1 007 | 963  | 806  | 464  |